# Eduardo Negro Sosa
Eduardo Negro Sosa es un cantante, músico, compositor y guitarrista de folclore argentino, cuyo nombre real es Eduardo Antonio Sosa, nacido en Provincia de Catamarca el 22 de noviembre de 1970 y radicado en Ciudad de Córdoba, Córdoba, Argentina.

## Historia

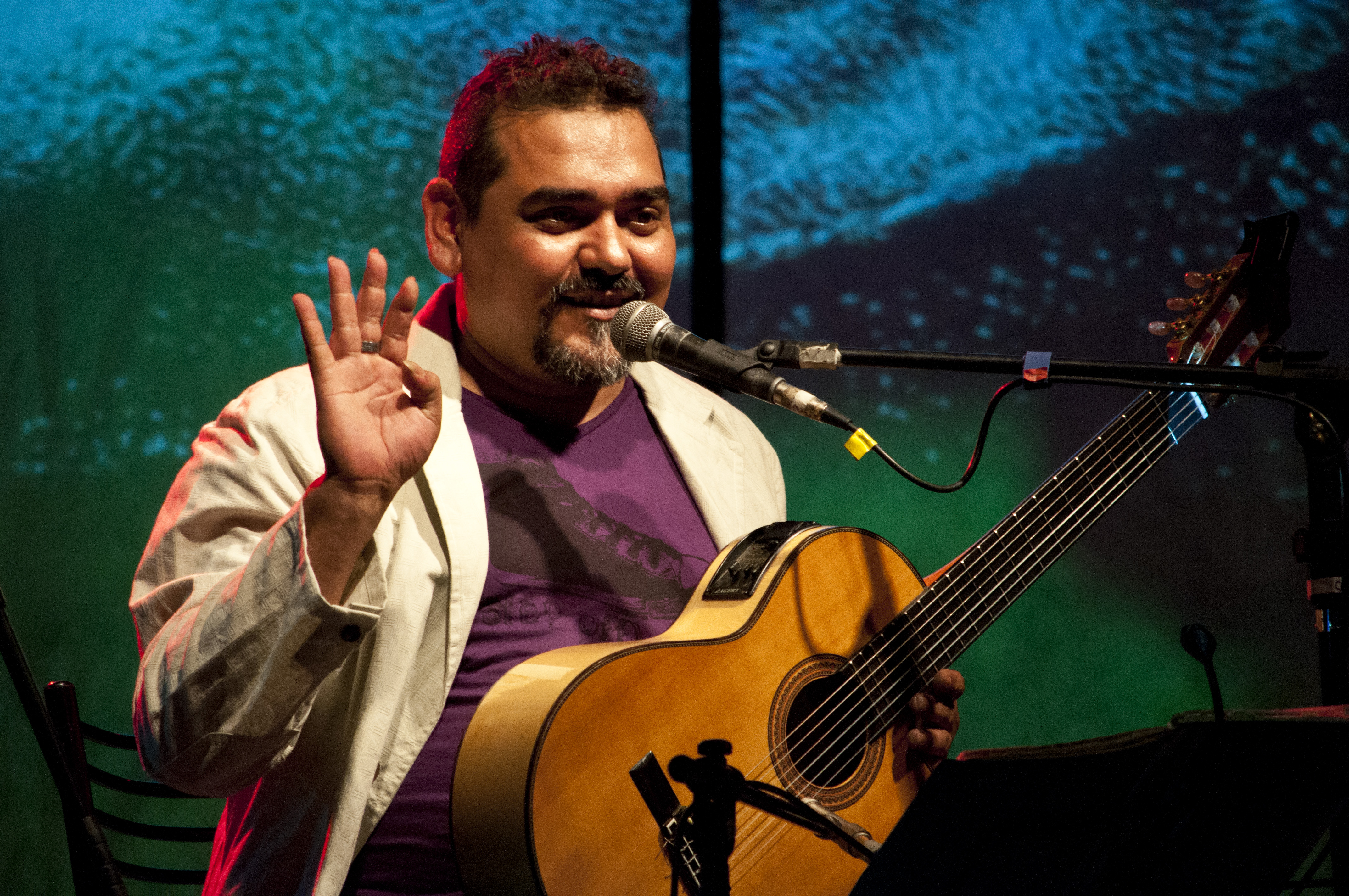

Eduardo “Negro” Sosa nació en la localidad de San Isidro, Departamento Valle Viejo en Provincia de Catamarca. Radicado en Localidad de San Fernando del Valle de Catamarca, se inicia en la música a los 6 años en el "Conservatorio de Música Mario Zambonini" y hasta los 14 años realizó la carrera de guitarra, adquiriendo los primeros conocimientos para su formación musical, que le dejó la técnica y la lectura. Más allá de esta formación académica, y ya en Córdoba donde realiza estudios de arquitectura a partir del año 1990, ingresa al Coro polifónico Juvenil del Teatro San Martín como cantante, donde junto al Director y Maestro Hugo de la Vega aprendió no solo de música sino también de cómo ser artista durante más de 10 años, es por eso que se considera en gran parte autodidacta; inquieto y estudioso supo combinar su formación académica de sus inicios y la no formal de la que se nutrió en años posteriores. En la actualidad se desempeña como docente y preparador vocal, dedicándose también a la producción artística y puesta en escena de espectáculos y presentaciones musicales.
Formó parte de varias agrupaciones con quienes se presentó en diferentes festivales, fiestas, encuentros, teatros y auditorios de todo el territorio nacional; grupo vocal Quetzal (1987 – 1990), Grupo “Maguey” (1999 – 2005), Dúo “La Chirlera” (2003 – 2008), “La Runfla” (2006 – 2007) y desde el año 2009 a la actualidad se presenta junto a músicos que lo acompañan en su proyecto personal, al que denomina “Negro Sosa Grupo”.

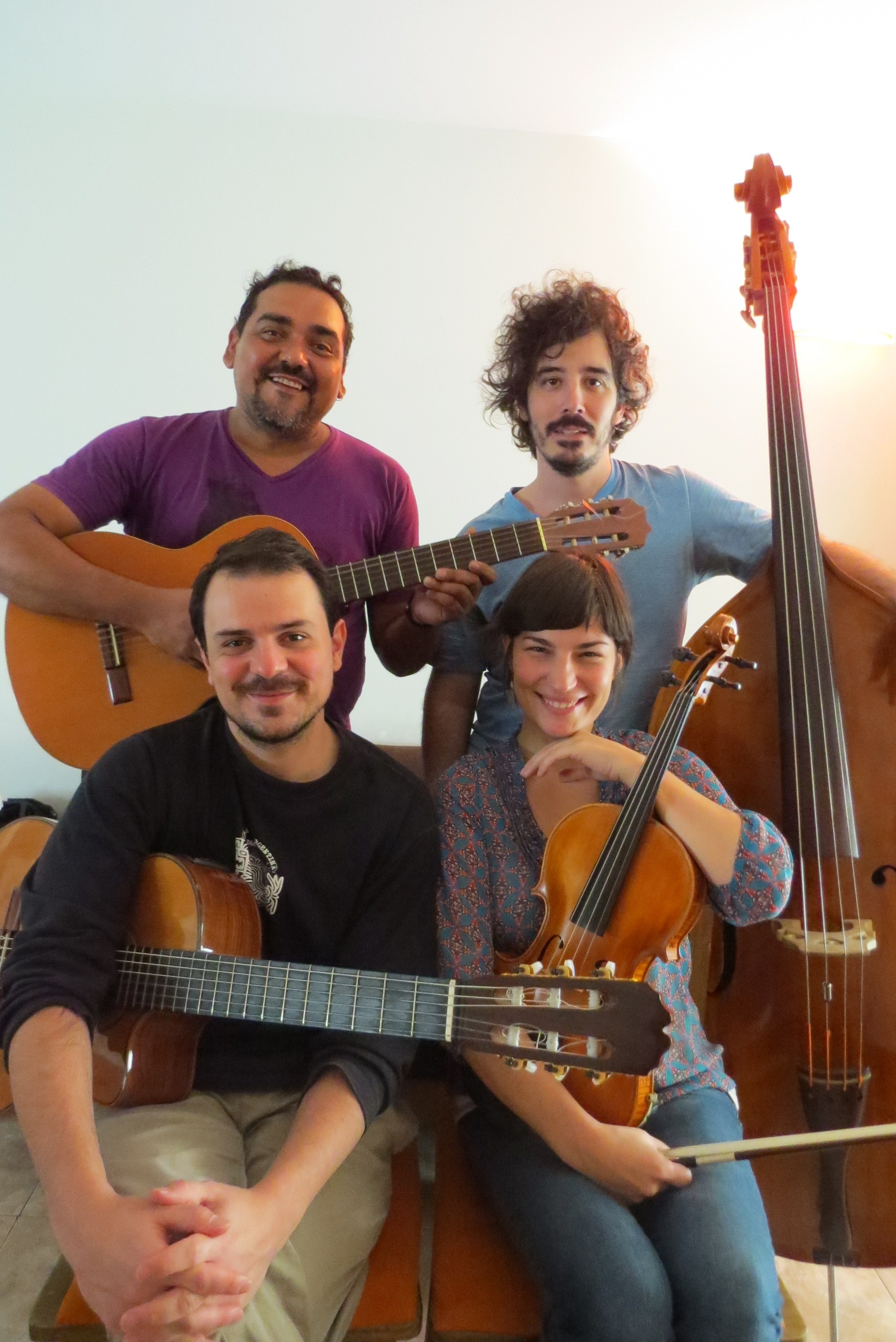

"Negro Sosa Grupo" se gesta, con la intención de aportar nuevas composiciones al cancionero popular, con arreglos propios y un ensamble camarístico. La fusión de ritmos americanos con la música de raíz folclórica, es parte de la búsqueda de este grupo, como también los arreglos de tipo vocal.
Eduardo "Negro" Sosa no es un improvisado. Es un estudioso de los poetas de su provincia, y de los personajes que acompañan su andar por la vida. Es decir que es un estudioso de la vida. Las historias que remontan sus canciones hablan de momentos, instancias, circunstancias, y estados del alma. En su obra, en mayoría propia, también incluye y pone música a algunos poemas de hombres de su tierra como Luis Leopoldo Franco y Aníbal Albornoz Ávila. (Sic. del Boletín Folclore escrito por la periodista Paola De Senzi). El grupo está integrado por Eduardo Negro Sosa (composiciones, voz, guitarra); Luciana Marzolla (viola, voz, caja); Carlos Mozetic (guitarra y voz); Javier Pérez (contrabajo y voz).
También forma parte de ¡UPA! músicos en movimiento, agrupación de músicos independientes de Córdoba formada a fines del 2005, generando un espacio de cooperación para fortalecer y potenciar la gestión y producción artístico musical de los grupos y solistas que integran dicha agrupación.

## Presentaciones Negro Sosa Grupo
- Fiesta Nacional e Internacional del Poncho. Julio 2011. San Fernando del Valle de Catamarca. Catamarca.
- Ciclo ¡UPA! Sala Agustín Tosco. Diciembre 2012. Sindicato Luz y Fuerza. Córdoba. Córdoba.
- Ciclo ¡UPA! Centro Cultural España Córdoba. Mayo 2013. Córdoba. Córdoba.
- Fiesta Nacional e Internacional del Poncho. Julio 2013. San Fernando del Valle de Catamarca. Catamarca.[4]
- Ciclo ¡UPA! Auditorio Luis Gagliano. Agosto 2013. Sindicato Regional Luz y Fuerza. Córdoba. Córdoba.
- 1.º Festival Nacional de la Música Argentina. Agosto 2013. Corral de Bustos. Córdoba.

## Otras obras
Fue invitado a realizar un homenaje a Luis Leopoldo Franco (1898 - 1988 poeta y ensayista Catamarqueño) en el año 2009, lo que lo obligó a estudiar sobre su obra. Puso música a los poemas de “Don Luis”, que fueron presentados en un espectáculo poético musical multimediático en: 6.º Feria Nacional del Libro de Catamarca (2009); Encuentro de Poetas realizado en el marco del Festival Nacional del Folclore Cosquín (2010); 37.º Feria Internacional del libro de Buenos Aires (2011).

## Discografía
- Encuentro Coral Vol. II, Programa Apoyo a la edición discográfica (1997).
- Grupo “Magüey”, Programa Apoyo a la edición discográfica (2000).
- “De copla al viento”, Dúo “La Chirlera”, Independiente (2004).
- Colectivo “¡UPA!”, independiente (2006).
- Colectivo” ¡UPA! Dos”, independiente (2006).
- Además participó del CD, de Lula Fernández “Lugares Comunes” (2007).
- “Astilla de tierra”, Homenaje a Eduardo Falú, ¡UPA! Músicos en movimiento (2010).

En la actualidad se encuentra grabando su primer trabajo discográfico como solista con todas canciones de su autoría, “Cancionero de la Distancia”, también editará un libro con poemas de las mismas composiciones más otras.

## Premios
- 1° premio del Festival de la Canción Navideña inédita 1987 (San Fernando del Valle de Catamarca, Catamarca).
- 1° premio de canción inédita, en el Festival de la Canción inédita y música popular 2003 (Unquillo, Prov. De Córdoba).
- 1° premio a la edición musical junto al Grupo Magüey, Municipalidad de la Ciudad de Córdoba Año 2000 (Córdoba).
- 1° premio nuevos valores, del Pre-Cosquín 2002 (Cosquín – Córdoba).
- 1° premio nuevos valores, Festival de Baradero 2002 (Baradero – Bs. As.).
- Revelación, Festival de Baradero 2002 (Baradero – Bs. As.).
- 1° premio nuevos valores, Dúo “La Chirlera” del Pre-Cosquín 2005 (Cosquín – Córdoba).